# Hrabia Bradford

## Informacje ogólne
- Dodatkowymi tytułami hrabiego Bradford są:
  - wicehrabia Newport
  - baron Bradford
- Najstarszy syn hrabiego Bradford nosi tytuł wicehrabiego Newport
- Rodową siedzibą hrabiów Bradford jest Weston Park w Shropshire

Baronowie Newport 1. kreacji (parostwo Anglii)
- 1642–1651: Richard Newport, 1. baron Newport
- 1651–1708: Francis Newport, 2. baron Newport (od 1675 r. 1. wicehrabia Newport, od 1694 r. 1. hrabia Bradford)

Hrabiowie Bradford 1. kreacji (parostwo Anglii)
- 1694–1708: Francis Newport, 1. hrabia Bradford
- 1708–1723: Richard Newport, 2. hrabia Bradford
- 1723–1734: Henry Newport, 3. hrabia Bradford
- 1734–1762: Thomas Newport, 4. hrabia Bradford

Baroneci Bridgeman of Great Lever
- 1660–1674: Orlando Bridgeman, 1. baronet
- 1674–1710: John Bridgeman, 2. baronet
- 1710–1747: John Bridgeman, 3. baronet
- 1747–1776: Orlando Bridgeman, 4. baronet
- 1776–1800: Henry Bridgeman, 5. baronet

Baronowie Bradford 1. kreacji (parostwo Wielkiej Brytanii)
- 1794–1800: Henry Bridgeman, 1. baron Bradford
- 1800–1825: Orlando Bridgeman, 2. baron Bradford

Hrabiowie Bradford 2. kreacji (parostwo Zjednoczonego Królestwa)
- 1815–1825: Orlando Bridgeman, 1. hrabia Bradford
- 1825–1865: George Augustus Frederick Henry Bridgeman, 2. hrabia Bradford
- 1865–1898: Orlando George Charles Bridgeman, 3. hrabia Bradford
- 1898–1915: George Cecil Orlando Bridgeman, 4. hrabia Bradford
- 1915–1957: Orlando Bridgeman, 5. hrabia Bradford
- 1957–1981: Gerald Michael Orlando Bridgeman, 6. hrabia Bradford
- 1981 -: Richard Thomas Orlando Bridgeman, 7. hrabia Bradford

Następca 7. hrabiego Bradford: Alexander Michael Orlando Bridgeman, wicehrabia Newport